# A Day Without Me
A Day Without Me is een single van de Ierse band U2.
Het nummer is op single uitgebracht maar is ook te vinden op het debuutalbum Boy.
Op de single is ook het nummer Things to Make and Do te vinden.
De single werd uitgebracht in augustus 1980.

## Varia
- Dit is het eerste nummer van U2 dat door Steve Lillywhite werd geproduceerd.
- Na zes maanden van de setlist te zijn geschrapt werd het nummer op 28 november 1981 weer ten gehore gebracht in Hollywood Palladium in Los Angeles.
- Op 24 maart 1983 tijdens een show in Glasgow voegde Bono een stukje van The Bonnie Banks o' Loch Lomond in.
- Tijdens het US Festival van 1983 werd een stukje van The Beatles' Dear Prudence toegevoegd.

Bono · The Edge · Adam Clayton · Larry Mullen jr.